# Henschel Typ Helfmann
Die zweiachsigen schmalspurigen Tenderlokomotiven der Bauart Henschel Typ Helfmann waren in großen Stückzahlen produzierte  Industriebahnlokomotiven von Henschel in der Spurweite von 900 mm. Sie wurden bevorzugt auf großen Baustellen und in größeren Bergwerken eingesetzt. Einige Maschinen sind heute noch (2020) als Denkmal oder bei Museumsbahnen vorhanden.

## Geschichte
Die Lokomotiven waren vorrangig auf Baugleisen eingesetzt, in der Regel wurden solche Anlagen in der Spurweite von 600 mm, aber auch in 900 mm errichtet. Die Gleise waren meist einfach und wenig sorgfältig verlegt. Die verwendeten Güterwagen waren meist einfache Kipploren.
Eine der weit verbreiteten Fahrzeugreihen für diese Aufgabengebiete ist der Henschel Typ Helfmann, von denen zwischen 1919 und 1941 525 bekannte Exemplaren gebaut wurden, die in die ganze Welt verkauft werden konnten. Sie waren einfach in der Bauweise, billig in der Beschaffung, gefahrlos und unempfindlich im Betrieb sowie anspruchslos in der Wartung. Sie konnten stark überlastet werden und dem jeweiligen Einsatzgebiet angepasst werden.
Erst durch das Verschwinden der Werksbahnen durch den Straßenverkehr ging ab Mitte der 1960er Jahre der Bestand zurück, wobei nur wenige Lokomotiven erhalten blieben. Von der Henschel Typ Helfmann sind fünf vorhandene Lokomotiven bekannt.

## Technik
Ein einfacher Kastenrahmen trägt das zweiachsige Triebwerk, den Zylinderblock und die Aufbauten. Der Rahmen hat vorn und hinten breite, niedrig angebrachte Bügelpuffer, wie sie in Bergwerksbetrieben üblich waren. Die Wasservorräte liegen teilweise im Behälter zwischen den Rahmenwangen und teilweise in seitlichen Vorratsbehältern. Im linken seitlichen Vorratsbehälter wurden die Kohlen gebunkert, sie konnten vom Führerhaus entnommen werden. Die kegeligen Schornsteine wurden je nach Kundenwunsch mit oder ohne Krempe ausgeführt. Oft hatte die Lokomotive nur eine einfache Spitzenbeleuchtung mit einer Laterne.
Der einfach ausgeführte Dampfkessel trug einen Dampfdom, einen rechteckigen Sandkasten, von dem je Triebwerksseite zwei Fallrohre in Fahrtrichtung vor die Räder führten sowie ein einfaches Sicherheitsventil. Die Dampfein- und -ausströmrohre lagen bei der Bauart Helfmann bereits im Kessel, ebenso wurde die Reglerantriebswelle im Kessel geführt. Die Steuerung wurde mit Kolbenschieber realisiert. Die Loks besaßen Heusinger-Steuerung.
Die Lokomotiven besaßen nur eine einfache Handbremse, die von vorn auf beide Achsen wirkte.